# Pheidologeton transversalis
Pheidologeton transversalis är en myrart som först beskrevs av Smith 1860.  Pheidologeton transversalis ingår i släktet Pheidologeton och familjen myror. Inga underarter finns listade i Catalogue of Life.